# Fonologia
Fonologia (dawniej głosownia) – nauka o systemach dźwiękowych języków. Stanowi jeden z działów językoznawstwa (lingwistyki). Fonemika czy fonematyka, podawane jako nazwy synonimiczne, odnoszą się tylko do jednej z teorii fonologicznych i nie mogą być traktowane jako pełny zamiennik nazwy „fonologia”.
Od fonetyki odróżnia ją podejście do dźwięków: fonetyka bada ich właściwości fizyczne; fonologia zaś bada, jak funkcjonują i jaki tworzą system. Książę Nikołaj Trubieckoj, jeden z głównych twórców współczesnej fonologii, zilustrował to porównaniem mówiącym, że fonetyka ma się tak do fonologii, jak numizmatyka do nauki o finansach.
Etymologicznie słowo „fonologia” wywodzi się z greckiego φωνή, phōnḗ „głos, dźwięk” i przyrostka -logia (który pochodzi z greckiego λόγος, lógos „słowo, mowa, przedmiot dyskusji”).

## Abstrakcyjne jednostki
Fonologia jako dyscyplina odrębna od fonetyki zaczęła się od obserwacji, że samo obrazowanie dźwięków używanych w danym języku nie umożliwia adekwatnego opisania systemu dźwiękowego języka. Potrzebne są jednostki bardziej abstrakcyjne, które nazwano fonemami. Terminu „fonem” używał po raz pierwszy w znaczeniu zbliżonym do współczesnego polski językoznawca Jan Baudouin de Courtenay.
W XX w. fonem definiowano na kilka sposobów, zależnie od podejścia teoretycznego danej szkoły językoznawczej. Najbardziej znane definicje to:
- mentalistyczna – fonem to „wzorzec psychologiczny” dźwięku, który mówiący stara się odtworzyć;
- fizyczna – fonem to zbiór dźwięków spełniających pewne warunki dystrybucji i podobieństwa;
- funkcjonalna – fonem to najmniejsza jednostka języka, zdolna do różnicowania znaczenia (ale sama znaczenia pozbawiona – najmniejszą jednostką znaczącą jest morfem);
- wywodzące się ze Szkoły Praskiej rozumienie fonemu jako wiązki cech dystynktywnych, co najprościej da się wytłumaczyć jako „kwintesencja istotnych dla użytkowników danego języka różnic pomiędzy dźwiękami”.

Jak widać, wbrew powtarzanemu czasem stereotypowi, w żadnej z liczących się szkół fonem nie jest definiowany jako dźwięk (odróżniający się lub nie). Nowsze teorie (fonologia generatywna) zastąpiły pojęcie fonemu pojęciem segmentu, np. fonologia generatywna programowo rezygnuje w analizie z poziomu fonemicznego, wprowadzając rozróżnienie na segmenty w reprezentacji podstawowej (inaczej: segmenty podstawowe, ang. segments at the underlying representation, w skrócie underlying segments) oraz segmenty w reprezentacji powierzchniowej, fonetycznej (ang. surface phonetic representation). Mimo to fonem pozostaje podstawową jednostką opisu fonologicznego w popularnych opracowaniach dla celów dydaktycznych.

## Działy fonologii
Zależnie od zasięgu opisywanych procesów tradycyjnie rozróżnia się fonologię segmentalną i fonologię suprasegmentalną. Jak same nazwy wskazują, ta pierwsza zajmuje się segmentami, a ta druga jednostkami wyższego rzędu: sylabą, wyrazem, frazą i związanymi z nimi zagadnieniami długości, tonu i akcentu, a więc także np. rytmu i intonacji. Przy bliższym zbadaniu okazuje się jednak, że zakresy obu poddyscyplin nakładają się na siebie: opisując procesy fonologiczne (np. upodobnienia/asymilacje) i tak musimy odwoływać się do kontekstu szerszego niż jeden segment. Jednocześnie współczesne teorie dotyczące wewnętrznej abstrakcyjnej struktury segmentów (teoria geometrii cech) używają narzędzi, które wymuszają opisywanie cech pojedynczych segmentów jako części większych całości.

## Niektórzy językoznawcy zajmujący się fonologią
- Jan Baudouin de Courtenay
- Leonard Bloomfield
- Franz Boas
- Noam Chomsky
- Nick Clements (George N. Clements)
- John Rupert Firth
- John Goldsmith
- Morris Halle
- Joan B. Hooper
- Roman Jakobson
- Daniel Jones
- Michael Kenstowicz
- Paul Kiparsky
- Mikołaj Kruszewski
- Jerzy Kuryłowicz
- John McCarthy
- André Martinet
- Kenneth Pike
- Alan Prince
- Jerzy Rubach
- Edward Sapir
- Ferdinand de Saussure
- Paul Smolensky
- Henry Sweet
- Nikołaj Siergiejewicz Trubieckoj